# SUNNY ARCS
SUNNY ARCS（サニーアークス）は、香川県高松市を中心に活動していたチアダンスチーム。プロバスケットボールBリーグ2021-22シーズンまで香川ファイブアローズのオフィシャルチアダンスチームとして活動していた。

## 概要
Sunny Arcs
SUNNY ARCSは2011年に結成され、bjリーグ 2011-12シーズンより活動を開始。チーム名のSUNNYは太陽のように輝く存在になりたい、ARCSはフランス語で弓の意味で、ARROWS（＝矢）と一緒になって闘うという決意が込められている。主な活動は香川ファイブアローズ（設立当時は高松ファイブアローズ）のホームゲームでのチアダンス。たまにブースターショップの店員をしていることもある。その他、キッズチアダンススクールの運営、香川県内各地の行われる各種イベント出演やテレビ番組出演など年間を通じて様々な活動を行っていた。
創設2年目の2012年に株式会社サニーアークスを設立。11月には高松ファイブアローズ、有限会社ターミナル、サニーアークスの3社共同による事務所が完成。メンバーの練習やキッズチアダンススクールは事務所内のスタジオで行われている。
AROGIRL
AROGIRL（アロガール）は高松ファイブアローズの公式イメージガール。2012-13シーズン前に公募により結成された。高松ファイブアローズのイメージアップPR活動、ホームゲームのサポートなど。
AROARO
bjリーグ 2010-11シーズンまで高松ファイブアローズのチアダンスチームとして活動していたのはAROARO（アロアロ）である。高松ファイブアローズのbjリーグ参入決定後、2006年4月にメンバーを一般公募して結成された。チーム名のAROAROはAround Arrows（アローズを取り囲んで）の略。キッズチアチームMiNiARO（ミニアロ）も存在していた。コンセプトは『Tough & Sweet』（強さと甘さの融合で勝利の女神になりたい！） ダンスの振り付けにはファイブアローズのチーム名の由来となった「那須与一が矢を射る姿」を表現したものもある。プロデュースは、オフィシャルダンススタジオに一任されていた。

## スタッフ・メンバー

### SUNNY ARCS・Arogirl
SUNNY ARCS
- セリナ（ディレクター兼ダンサー）、レイヤ（キャプテン）、44so（バイスキャプテン）、きゃおりん、AIMI *もりか、ゆかりん、こりん

Arogirl

### AROARO時代
2009 - 2010年シーズンまで
AROAROのメンバーは、瀬戸内海放送で木曜深夜に放送されていたトヨタカローラ香川提供の番組『オレンジ★ドライブ』にエンジニア役（アシスタント）として登場していた。
- Ikumi、Kanako、Kaori、Risa、Satoko、Yuri、Chiriko
- プロデューサー - 原口ヒロ（香川大学非常勤講師、四国学院大学講師）
- インストラクター - こもだ恵（チーフ）、浅田恵美